# Mária Jedličková
Mária Jedličková (* 1. Oktober 1984), verheiratete Mária Jedličková-Kunová, ist eine ehemalige slowakische Tennisspielerin und jetzige -trainerin.

## Karriere
Im Alter von fünf Jahren begann Mária Jedličková mit dem Tennisspielen und konnte in der Slowakei mehrere nationale Titel im Juniorenbereich gewinnen. Zudem teamte sie während ihrer Jugendkarriere auch mit der ein Jahr älteren Daniela Hantuchová. Im Jahr 1999 debütierte sie als 14-Jährige auf dem ITF Women’s Circuit beim ITF-$10.000-Turnier in der kroatischen Hafenstadt Zadar. In der Qualifikation musste sie sich in der dritten Runde der deutschen Ivana Zupa geschlagen geben und verpasste damit das Hauptfeld. Erstmals an einem Hauptfeld nahm sie beim ITF-$10.000-Turnier im slowakischen Stupava teil, da sie vom Veranstalter eine Wildcard erhielt. In der ersten Runde musste sie sich dann der Tschechin Hana Šromová in zwei Sätzen geschlagen geben. Im Jahr 2001 nahm sie gemeinsam mit ihrer Landsfrau Lenka Tvarošková am Doppelwettbewerb des ITF-$10.000-Turniers im bosnischen Mostar teil. Gemeinsam erreichte sie das Finale und sie sicherten sich jeweils ihren ersten ITF-Titel durch einen Sieg gegen ein ukrainisch-slowenisches Doppel.
Im darauffolgenden Jahr konnte sie beim ITF-$10.000-Turnier in der slowakischen Stadt Prešov ihren zweiten und letzten Titel auf dem ITF Women’s Circuit gewinnen. Bei dem Turnier startete sie gemeinsam mit ihrer Landsfrau Martina Babáková im Doppelwettbewerb, wo sie das Finale erreichten und dieses gegen ein tschechisch-slowakisches Doppel gewannen. Nach der Saison 2003 beendete Mária Jedličková ihre Profikarriere, kehrte aber 2007, 2010 und 2011 für einzelne Turniere wieder auf den ITF Women’s Circuit zurück. Nachdem Ende ihrer Profikarriere spielte sie in den Niederlanden für Bastion Baselaar in der dortigen Liga und war bereits als Jugendtrainerin aktiv. Später kehrte sie als Trainerin in die Slowakei zurück und arbeitete zuerst in Bratislava und dann in Trnava beim TC Empire. Aktuell arbeitet sie für die Youth Training Academy in Trnava.

## Turniersiege

### Doppel
| Nr. | Datum              | Turnier | Kategorie   | Belag | Partnerin        | Finalgegnerinnen                 | Ergebnis       |
| --- | ------------------ | ------- | ----------- | ----- | ---------------- | -------------------------------- | -------------- |
| 1.  | 2. September 2001  | Mostar  | ITF $10.000 | Sand  | Lenka Tvarošková | Kateryna Bondarenko Mojca Mileta | 6:4, 6:4       |
| 2.  | 15. September 2002 | Prešov  | ITF $10.000 | Sand  | Martina Babáková | Ivana Pláteníková Eva Šestáková  | 7:65, 3:6, 6:4 |